# Vila Kröhn
Vila Kröhn je rodinný dům, který stojí v Praze 5-Hlubočepích ve vilové čtvrti Barrandov v ulici Filmařská.

## Historie
Vilu postavenou v letech 1936–1937 pro pana Kröhna navrhl architekt Václav Girsa.

## Popis
Třípodlažní dům má na východní a jižní fasádě asymetricky umístěné balkony. Fasáda v druhém a třetím nadzemním podlaží je omítnuta drsnou omítkou, přízemí a některé detaily ve vyšších podlažích jsou z režných cihel (nárožní pilířky a podokenní pásy).
Z východního průčelí vystupuje rizalit s jedním oknem v každém podlaží, ze západního rizalit s vertikálním oknem u schodiště. V severní částí původní zahrady je rokle s menším oválným jezírkem. V zahradě rostou pouze jehličnaté a listnaté stromy, nejsou zde stromy ovocné.